# Zeughaus (Schweinfurt)

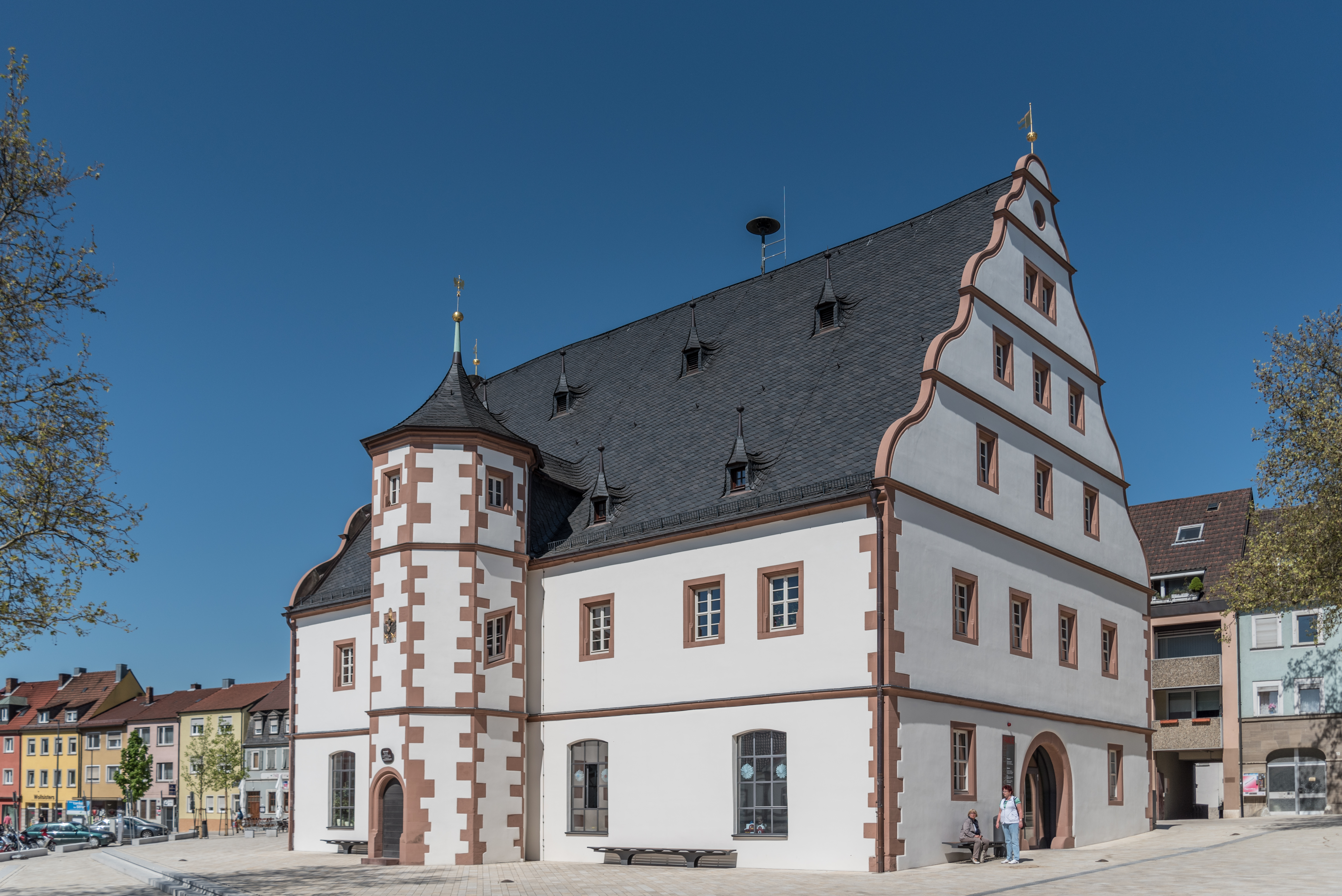
Das Zeughaus im Jahre 2016 mit Treppenturm und Ostgiebel

Das Zeughaus ist ein Gebäude aus dem 16. Jahrhundert in Schweinfurt. Es war ein Waffen-Arsenal und Lagerhaus der Reichsstadt Schweinfurt.

## Lage
Das Zeughaus befindet sich in der westlichen Altstadt, in der Mitte des Zeughausplatzes, der die offizielle Straßenbezeichnung Am Zeughaus trägt. Der Platz liegt im Gebiet der Stadterweiterung, die von 1437 bis 1502 erfolgte. Einst lag ebenfalls auf diesem Platz östlich des Zeughauses die Kilianskapelle.

## Roßmühle

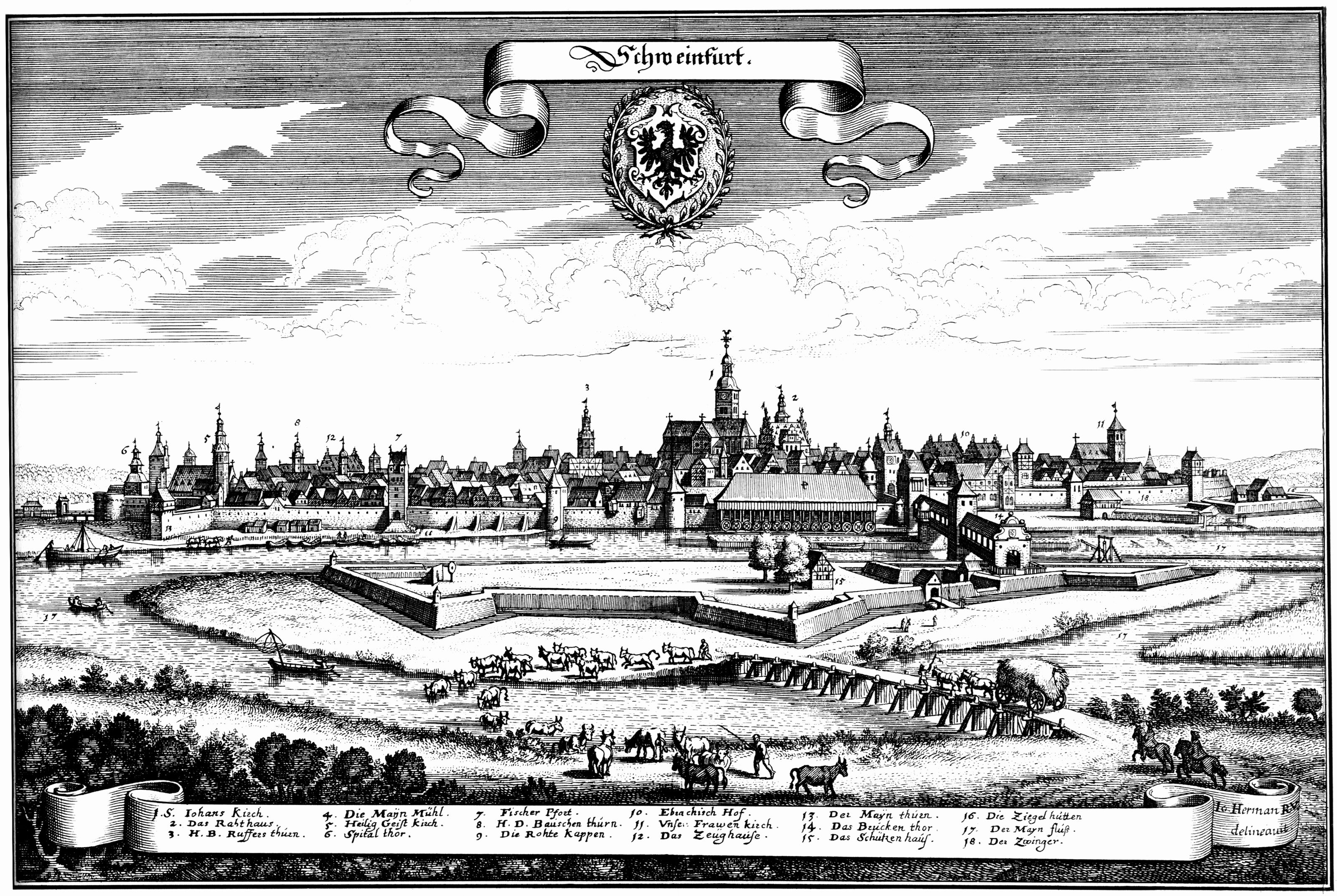
Die Reichsstadt Schweinfurt auf einem Merian-Stich von 1648, mit dem Zeughaus (Nr. 12)

Kaiserwappen und Stadtwappen am Treppenturm

Am späteren Standort des Zeughauses befand sich zunächst ein bis zum Jahr 1554 überliefertes Mühlengebäude „mit vier Gängen, welches leicht von acht Pferden betrieben werden konnte“. Nach Aussagen der städtischen Chronik war der Grund für die Anlage der Mühle „ein sehr dürrer Sommer, in welchem es an Wasser stark mangelte.“  Die Mühle nahm im Zweiten Markgrafenkrieg von 1554 großen Schaden, im Zuge des sog. Zweiten Stadtverderbens (siehe: Schweinfurt, Frühe Neuzeit). Sie wurde nach der Überlieferung jedoch erst fünf Tage später „durch ein schandlos rachgieriges Weib, das sonder Zweifels eine Zauberin, Milchdiebin oder Hexin gewesen“ zerstört. Bis zur Errichtung des Zeughauses dienten die Mühlenruinen offenbar Steinmetzen als Werkstatt.

## Zeughaus
Im Laufe des sich lang hinziehenden Wiederaufbaus der Stadt nach dem Zweiten Stadtverderben von 1554 (siehe: Schweinfurt, Frühe Neuzeit) wurde anstelle der Rossmühle von 1589–91 das Zeughaus errichtet, als Waffenarsenal der Reichsstadt. Es wurde im Stil der Renaissance erbaut und mit Rundtoren, Gesimsen, Schweifgiebeln, Treppenturm und einem dreigeschossigen Satteldach ausgestattet, sodass es über insgesamt fünf Geschosse verfügt. Im unteren Stadtplan von 1647, mit sehr vereinfachter, ungenauer Darstellung, befindet sich der Turm des Zeughauses auf der Nordseite. Zu jener Zeit wurde das Zeughaus immer noch als Roßmühle bezeichnet. Das Gebäude steht unter Denkmalschutz (Akten-Nr. D-6-62-000-18 der Liste der Baudenkmäler in Schweinfurt).
Zunächst lagerte man dort militärische Ausrüstungen und andere Gegenstände der Reichsstadt und reparierte sie bei Bedarf (daher der Name Zeughaus). 1647 wurde Schweinfurt während der Belagerung durch schwedische Truppen unter Carl Gustav Wrangel mit Kanonen beschossen; zahlreiche Dächer und die Stadttürme, vor allem das Obertor, trugen Schäden davon. Daran erinnern mehrere Kanonenkugeln, die man aus der Westfassade des Zeughauses ragen sieht. Johann Caspar Bundschuh berichtete 1802 von einigen altertümlichen Waffen, darunter verschiedene Handwaffen und Kanonen unterschiedlicher Größe, die einst im Zeughaus vorhanden waren und von der Reichsstadt wegen kriegsbedingter „Geldnoth“ größtenteils verkauft werden mussten.
Das Zeughaus wurde zwischenzeitlich als Kaserne genutzt. Schließlich ging es 1826 in den Besitz des Fabrikanten Wilhelm Sattler über. Er nahm eine räumliche Erweiterung vor, durch Anbauten auf der Nord- und Westseite (die sog. Sattlerschen Anbauten). Er ließ in den Innenräumen den giftigen Farbstoff Schweinfurter Grün lagern.
Das Schweinfurter Tagblatt hatte dort ab 1940 seinen Sitz und später, als Teil der Mediengruppe Main-Post, seine Niederlassung.
Nach Erwerb durch die Stadt Schweinfurt 2010 erfolgte 2013/14 eine Kernsanierung. Da man unerwarteterweise auf Reste grüner Farbe stieß, musste eine umfängliche Arsensanierung durchgeführt werden. Der Sattler’sche Vorbau wurde abgerissen, ohne einen Ersatz zu schaffen. So gelang es, die Außenfassade und deren Farbgebung bis auf vier neu dimensionierte Erdgeschossfenster auf der Südseite originalgetreu wiederherzustellen. Auch die Flächen um das Schweinfurter Zeughaus herum wurden aufwendig saniert und umgestaltet, dabei verschwanden zugunsten einer verbesserten Optik die meisten Parkplätze. 
Seit der Sanierung ist das Zeughaus ein Haus der Familien. Es soll der Begegnung von Kindern und Jugendlichen und deren Familien dienen.

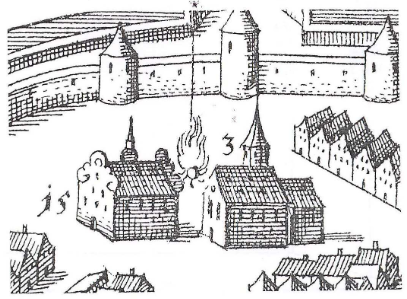
Stadtplan von G. W. Kleinsträtl. Links Zeughaus (Nr. 15). Rechts Kilianskapelle (Nr. 3, erb. 1391). Während der schwedischen Belagerung 1647
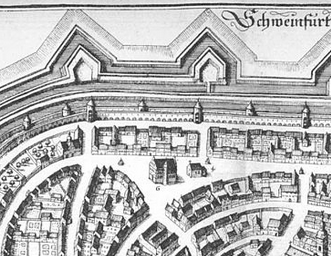
Stadtplan von M. Merian. Links Zeughaus, rechts Kilianskapelle. 1656
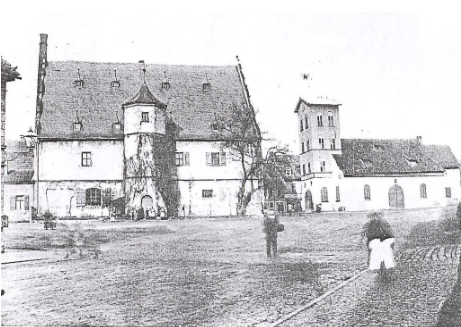
Links Zeughaus. Rechts ehem. Kilianskapelle, als Feuerwehrgerätehaus mit Schlauchturm. Vor 1907/08
Zeughaus Westgiebel. 2016

- Links Zeughaus.
Rechts ehem. Kilianskapelle,
als Feuerwehrgerätehaus
mit Schlauchturm.
Vor 1907/08
- Zeughaus Westgiebel.
2016